# Pierre Cormon
Pour les articles homonymes, voir Cormon.
Œuvres principales
- Les mémoires de Satan (contes, 2005)
- Le Traître (roman, 2010)
- Swiss Politics for Complete Beginners (essai, 2014)
- O Grande Dia (roman, 2024)

Compléments
Site Web officiel: pierrecormon.com
Pierre Cormon, né le 3 septembre 1965 à Ambilly, est un écrivain et journaliste suisse ayant publié des ouvrages en français, en anglais et en portugais du Brésil.

## Biographie
Il a fait ses premières armes comme journaliste au sein du Nouveau Quotidien en 1992 puis a travaillé comme délégué du Comité international de la Croix-Rouge à Gaza, au Yémen et au Rwanda, entre 1993 et 1996. Il a ensuite repris sa carrière de journaliste au sein du Journal de Genève, de La Liberté et de Entreprise romande. Il a parallèlement étudié le oud (luth oriental) à la maison du luth arabe, au Caire, sous la direction du grand maître irakien Nasseer Shamma, entre 2000 et 2005. Il a tiré parti de cette expérience dans son roman Le Traître, qui raconte l'histoire d'un Suisse installé au Caire se laissant entraîner dans le conflit israélo-palestinien.
Il est également l’auteur d’un ouvrage expliquant le fonctionnement du système politique suisse aux étrangers,et d'un roman directement écrit en portugais du Brésil, qui se passe pendant le carnaval de Rio, O Grande Dia.

Pierre Cormon vit à Genève.

## Publications
- Le génie de l'aubergine et autres contes loufoques, illustré par Bibidugredin (Claire Gourdin), recueil de contes, L'atelier du poisson soluble, 1997  (ISBN 9782950456854)
- Les Mémoires de Satan, nouveaux contes loufoques, illustré par Bibidugredin (Claire Gourdin), recueil de contes, L'atelier du poisson soluble, 2005  (ISBN 9782913741331)
- Le Traître, roman, Éditions Slatkine, 2010  (ISBN 9782832103913)
- Swiss Politics for Complete Beginners, essai, Éditions Slatkine, 2014  (ISBN 9782832106075)
  - La politique suisse pour les débutants, essai, Éditions Slatkine, 2016  (ISBN 9782832107539)
- O Grande Dia, roman, Quixote + Do, 2024  (ISBN 978-8566256918)